# Nancy Hopkins
Pour les articles homonymes, voir Hopkins.
Nancy Hopkins, biologiste moléculaire américaine (née Doe le 16 juin 1943) est professeur de biologie à Amgen, Inc. au Massachusetts Institute of Technology (MIT),. Elle est membre de l'Académie nationale des sciences, de l'Institut de médecine de l'Académie nationale et de l'Académie américaine des arts et des sciences. Elle est connue pour ses recherches identifiant les gènes nécessaires au développement du Poisson-zèbre, et pour ses recherches antérieures sur l'expression des gènes dans le virus bactérien lambda et sur les virus tumoraux à ARN de souris. Elle est également connue pour son travail en faveur de l’égalité des chances pour les femmes scientifiques dans le monde universitaire.

## Jeunesse et éducation
Nancy Doe Hopkins est née en 1943 à New York.
Hopkins obtient son baccalauréat du Radcliffe College en 1964, et son doctorat du Département de biologie moléculaire et de biochimie de l'université Harvard en 1971, où elle travaille avec le professeur Mark Ptashne. Avec Ptashne, elle identifie les sites opérateurs sur l'ADN auxquels le répresseur lambda se lie pour contrôler l'expression précoce des gènes et donc le cycle de vie viral. En tant que boursière postdoctorale du lauréat du prix Nobel James D. Watson et Robert Pollack (en) au Cold Spring Harbor Laboratory, elle travaille sur les virus tumoraux à l'ADN et la biologie cellulaire, découvrant que les cellules dont le noyau a été retiré sont capables de rétablir une morphologie normale.

## Carrière et recherche
Elle rejoint le corps professoral du Center for Cancer Research du MIT en 1973 en tant que professeur adjoint et se tourne vers les virus tumoraux à l'ARN. Elle identifie les gènes viraux qui déterminent la gamme d'hôtes ainsi que le type et la gravité des cancers provoqués par les rétrovirus de souris, notamment la protéine de capside p30 et les éléments transcriptionnels connus sous le nom d'amplificateurs. Après un congé sabbatique dans le laboratoire de la lauréate du prix Nobel Christiane Nüsslein-Volhard en 1989, Hopkins change de domaine pour développer des technologies moléculaires permettant de travailler avec le poisson zèbre. Avec son boursier postdoctoral Shuo Lin, les étudiants diplômés Adam Amsterdam et Nick Gaiano, ainsi que d'autres personnes de son laboratoire, elle développe une méthode efficace de mutagenèse insertionnelle (en) à grande échelle chez le poisson. Grâce à cette technique, son laboratoire réalise un vaste dépistage génétique qui identifie et clone 25 % des gènes essentiels au développement d’un œuf fécondé en une larve de poisson zèbre nageant librement. Parmi les gènes identifiés figurent une classe inattendue de gènes qui, une fois mutés, prédisposent les poissons au cancer, ainsi qu'un ensemble de gènes provoquant le développement d'un rein kystique chez les poissons et qui se chevauchent avec des gènes responsables de la maladie rénale kystique chez l'homme.

## Mutagenèse insertionnelle rétrovirale chez le Poisson-zèbre
Dans le but de maximiser l’utilité du poisson zèbre en tant qu’organisme modèle, Hopkins et ses collègues entreprennent de développer une méthode de mutagenèse par insertion à grande échelle. Même si des tests de mutagenèse chimique à grande échelle étaient en cours dans plusieurs laboratoires de poisson zèbre à l'époque (ceux de Mark Fishman (en) à Boston et de Christiane Nüsslein-Volhard à Tübingen, en Allemagne), la communauté craint à l'époque que l'identification des lésions moléculaires ne soit possible. L'utilisation de méthodes de clonage positionnel serait inefficace. Hopkins pense que la mutagenèse insertionnelle, qui a été utilisée avec beaucoup de succès dans des organismes modèles invertébrés (Drosophila melanogaster et Caenorhabditis elegans), constitue une alternative ou un complément précieux aux criblages chimiques.

## A Study on the Status of Women Faculty in Science at MIT
Au milieu des années 1990, Hopkins a le sentiment qu'elle et d'autres femmes sont systématiquement victimes de discrimination au MIT. En juillet 1994, avec 15 autres femmes professeures de l'École des sciences du MIT, Hopkins rédige et cosigne une lettre adressée au doyen des sciences de l'époque (aujourd'hui chancelier de Berkeley) Robert Birgeneau, exposant leurs preuves concernant la discrimination fondée sur le sexe. En raison de ses plaintes auprès de l'administration, un comité est formé (avec Hopkins comme président initial) pour enquêter sur la question des inégalités vécues par les femmes professeurs en raison de préjugés sexistes inconscients. Le comité existe sous deux formes au cours d'une période de quatre ans et comprend des membres du corps professoral, hommes et femmes, notamment des hommes qui étaient actuels ou anciens directeurs des départements de mathématiques, de chimie et de physique.
Les résultats sont audacieux, mais controversés : un résumé des conclusions du comité, publié en 1999 et approuvé par le président du MIT de l'époque, Charles Vest, puis par le doyen de l'époque, Robert Birgeneau, est crédité du lancement d'un réexamen national de l'équité pour les femmes scientifiques. Alors que certains ont remis en question la rigueur de l'analyse effectuée par le comité du MIT,, les efforts du MIT sont considérés par beaucoup comme un exemple louable d'auto-surveillance par un établissement d'enseignement supérieur de renommée mondiale,,,.
Il conduit également neuf universités de recherche, dont le MIT, à former une collaboration continue pour étudier et aborder les questions d'équité entre les sexes. Le groupe, connu sous le nom de « MIT-9 », comprend l'université Harvard, l'université Stanford, le California Institute of Technology, l'université de Princeton, l'université de Pennsylvanie, l'université du Michigan, l'université Yale et l'université de Californie à Berkeley. En plus du MIT, Hopkins implique de nombreux experts, qui effectuent des recherches sur le statut des femmes et des minorités parmi les professeurs, dans ces collaborations. Lors des réunions du MIT-9, Donna Nelson présente les Nelson Diversity Surveys (en) pour comparer la représentation des femmes parmi les professeurs de ces universités individuelles par rapport aux données nationales.
En 2020, Hopkins aaparait au Tribeca Film Festival dans le film Picture a Scientist, présentant l'étude du MIT,,.

## Incident de harcèlement par Francis Crick
Hopkins déclare que lorsqu'elle était étudiante dans les années 1960, Francis Crick a posé ses mains sur ses seins lors d'une visite au laboratoire. Elle décrit l'incident : « Avant que je puisse me lever et serrer la main, il a traversé la pièce en trombe, s'est tenu derrière moi, a posé ses mains sur mes seins et a dit : « Sur quoi travaillez-vous ? » ».

## Manifestation contre les commentaires sexistes de Lawrence Summers, alors président d'Harvard
En janvier 2005, lors d'une réunion du National Bureau of Economic Research à Cambridge, dans le Massachusetts, sur le thème de la sous-représentation des femmes et des minorités dans les domaines scientifiques et techniques, Hopkins provoque une controverse en quittant la salle en signe de protestation pendant un discours du président de Harvard, Lawrence Summers, qui a émis l'hypothèse qu'une des raisons du très petit nombre de femmes performantes dans les domaines scientifiques et techniques pourrait être « l'aptitude intrinsèque » (plus précisément que la courbe en cloche de l'aptitude est plus plate pour les hommes que pour les femmes). Son action est devenue publique lorsqu'elle a répondu à un e-mail de la journaliste du Boston Globe Marcella Bombardieri demandant des renseignements sur le discours de Summers. Le reportage de Bombardieri sur le discours de Summers déclenche un débat national sur le sexisme et la liberté académique, et contribue à la démission de Summers en tant que président de Harvard.

## Honneurs
- Membre de l'Académie américaine des arts et des sciences
- Membre de l'Académie nationale de médecine
- MD Anderson Cancer Center, Prix Légende Margaret L. Kripke (en) (2012)[20]
- Récipiendaire d'un doctorat honorifique du Trinity College de Dublin (2014)[21]
- prix Alice C. Evans (en), de la Société américaine de microbiologie (2015)
- Prix Helen Dean King (2017)[22]

## Vie privée
Hopkins est marié à J. Dinsmore Adams Jr. (connu sous le nom de Dinny) depuis 2007.

## Œuvres complémentaires
- (en) Kate Zernike, The Exceptions: Sixteen Women, MIT, and the Fight for Equality in Science, Simon & Schuster, 27 avril 2023 (ISBN 978-1-3985-2000-4)
- (en) First and Second Committees on Women Faculty in the School of Science, « A Study on the Status of Women Faculty in Science at MIT », The MIT Faculty Newsletter, vol. 11, no 4,‎ mars 1999 (lire en ligne)